# František Šujan

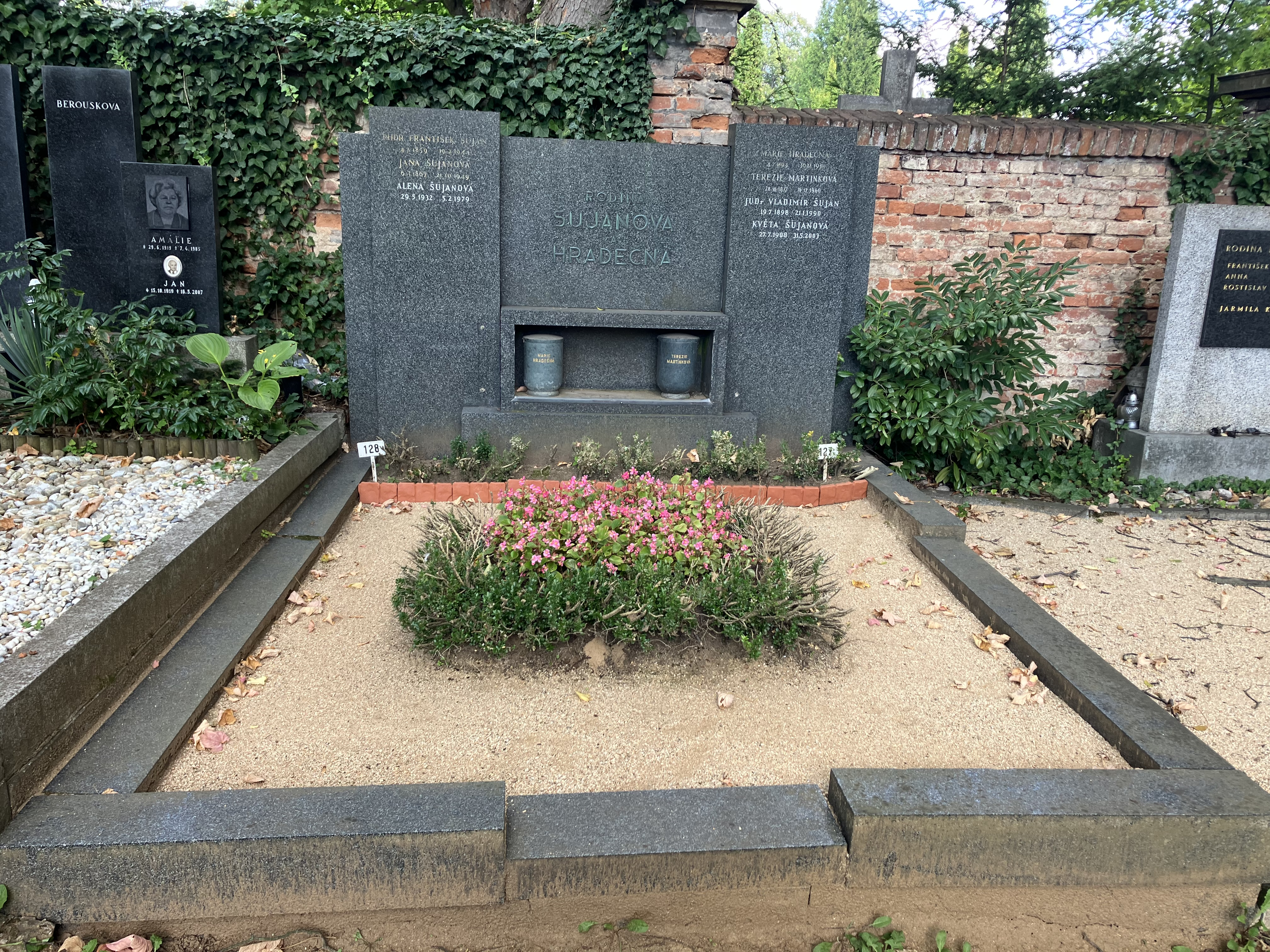
Hrob Františka Šujana

František Šujan (3. července 1859 Kloboučky – 19. července 1944 Brno) byl český středoškolský pedagog, moravský historik a autor prvních česky psaných dějin Brna.

## Život
Narodil se v Kloboučkách čp. 3. Po vystudování obecné školy v Bučovicích studoval v letech 1872–1879 gymnázium v Brně, poté v letech 1879–1883 Filozofickou fakultu české univerzity v Praze, obor dějepis, zeměpis a čeština (1884 titul doktora filozofie, 1884 aprobace z dějepisu a zeměpisu, 1886 aprobace z češtiny). Při rozdělení pražské univerzity na českou a německou část v roce 1882 byl náhodně zapsán jako první posluchač české univerzity.
V roce 1884 se (zkušebně) stal kandidátem českého vyššího gymnázia v Praze, v roce 1885 jmenován suplujícím profesor českého vyššího gymnázia v Jindřichově Hradci a Kroměříži. Mezi lety 1886–1890 působil jako suplující profesor vyššího gymnázia v Brně, od roku 1890 do roku 1907 již jako řádný profesor tamtéž. V roce 1907 byl jmenován prvním ředitelem II. české státní reálky v Brně, kde působil až do svého odchodu do penze v roce 1925. Zasloužil se o stavbu nové budovy školy na ulici Křenová, jenž byla slavnostně otevřena v roce 1912. Od roku 1915 byl titulován jako vládní rada.
František Šujan se 6. června 1887 v Praze - Karlíně oženil s Janou Hodkovou, ze sňatku vzešly 3 děti: Marie Hradečná (Šujanová), Vladimír Šujan a Jana Krippnerová (Šujanová).
Pracoval v mnoha národních, kulturních i hospodářských spolcích brněnských i moravských, přednášel často i v dělnických spolcích. Byl členem Národní jednoty pro jihozápadní Moravu v Brně, člen, redaktor a později i předseda Musejního spolku v Brně (1917–1936) a členem Královské české společnosti nauk v Praze.
Byl podporovatelem chudé studující mládeže, před odchodem do důchodu věnoval značnou finanční částku chudým studentům.
Byl jmenován čestným občanem Vranova u Brna. Na jeho počest je v Brně pojmenováno Šujanovo náměstí. Na budově gymnázia Křenová je mu věnována pamětní deska.
Je pohřben na Ústředním hřbitově v Brně, Vídeňská 96, skup. 54, hrob č. 127–128.

## Dílo
Literárně činný byl od roku 1883. Již za studií na pražské univerzitě přispíval do Historického sborníku, Českého časopisu historického, Časopisu moravského muzea zemského, Hlídky, Časopisu Matice moravské a dalších.
Napsal řadu učebnic dějepisu pro střední školy, jeho stěžejním díle se stal Dějepis Brna, který byl poprvé vydán v roce 1902, druhé vydání pak vyšlo v roce 1928.
- Rakousko po válce třicetileté (1648-1658): se zvláštním zřetelem na země koruny české, sepsal František Šujan, V Třebíči a Praze, Jindřich Lorenz 1890
- Dějepis všeobecný v obrazech pro nižší třídy škol středních. I, Starý věk, sepsal František Šujan, V Praze, nákladem F. Tempského, 1894
- Erbenova Kytice po stránce aesthetické s rozborem Pokladu napsal František Šujan, V Brně, vlastním nákladem 1896
- Starší literatura česká ve Františkově museu v Brně podává František Šujan, V Brně 1898 (nakladatel neznámý)
- Švédové u Brna roku 1645 líčí František Šujan, V Brně, vlastním nákladem 1898
- Švédové u Brna roku 1645 na základě pramenů líčí František Šujan, V Brně, Josef Barvič, 1898
- Učebnice dějepisu pro měšťanské školy: vypravování z dějin starého, středního a nového věku, sepsali František Šujan a František Kunstovný, V Praze, I.L. Kober, 1897-1899
- Vlastivěda moravská. II, Místopis Moravy. Díl I místopisu, Brněnský kraj. Čís. 1, Dějepis Brna napsal František Šujan, V Brně, Musejní spolek, 1902
- Učebnice dějepisu pro měšťanské školy. I, Vypravování z dějin starého, středního a nového věku, napsal František Šujan a Josef Bartoň, V Praze, Kober, 1905
- Ukazatel k Dějepisu Brna, V Brně, Musejní spolek, 1905
- Vývoj hradů na Moravě v letech 1029-1197, k 60. narozeninám P.T. dvorního rady Jar. Golla podává František Šujan, V Brně, vlastním nákladem 1906
- Učebnice dějepisu pro měšťanské školy. II, Vypravování z dějin od roku 1273 do roku 1740, sepsal František Šujan, Šimon Konečný a Josef Bartoň, V Praze, Kober, 1910
- Dějepis pro nižší třídy středních škol: přepracováno podle nové osnovy. II, Starý a střední věk do konce 12. století, napsali František Šujan a R. Dvořák, V Praze, Unie, 1923
- Dějepis pro nižší třídy středních škol. III, Střední a nový věk od počátku 13. století po dobu nynější, napsali František Šujan a R. Dvořák; přepracovali podle nové osnovy František Šujan a Antonín Novák , V Praze, nákladem České grafické Unie, 1923
- Vlastivěda pro nižší třídy škol středních, František Šujan a Antonín Novák, V Praze, Unie, 1924
- Nejstarší zřízení zemské na Moravě, V Brně, vlastním nákladem 1926
- Musejní spolek v Brně 1888-1928 podává František Šujan, V Brně, vlastním nákladem 1928
- Vlastivěda moravská. Dějepis Brna dle pramenů napsal František Šujan, V Brně, Musejní spolek, 1928
- Petrov či Špilberk?, V Brně, vlastním nákladem 1936